# 俄羅斯帝國基本法
《俄罗斯帝国基本法》（俄语：Основные государственные законы Российской империи）于1906年4月23日（儒略历4月10日）俄罗斯帝国杜马开始运作的前一天，由俄罗斯帝国政府颁布。基本法等同於憲法，定义了政府架构，确立全俄罗斯皇帝为绝对的领袖，皇帝完整控制行政、外交政策、教会事务以及军事武力，限定了帝国杜马的政治位阶。立法机构分为两院，上议院为帝国议会，下议院为帝国杜马。
帝国杜马议员由选举产生，帝国议会一半由皇帝任命，另一边由东正教会等组织选出。法律制定必须经由国家杜马与大臣会议審查通過，惟最终必须由皇帝核准才能生效。若国家杜马在休会期间，允许立法程序可由大臣会议转给皇帝核准，无需待国家杜马开议。